# Cebrio rozasi
Cebrio rozasi is een keversoort uit de familie Cebrionidae. De wetenschappelijke naam van de soort is voor het eerst geldig gepubliceerd in 1985 door Cobos.